# Frederik Brom
Frederik Brom, né le 21 février 1975 à Leyde, est un acteur et présentateur néerlandais.

## Filmographie

### Cinéma
- 2000 : Wild Mussels (en) de Erik de Bruyn[2]
- 2000 : De zwarte meteoor (nl)
- 2001 : Zus et Zo
- 2002 : Polonaise
- 2003 : Kees de Jongen (nl)
- 2005 : 'Gadjé
- 2006 : Het Woeden der gehele wereld (en)
- 2008 : Alibi : Rick
- 2010 : Saint de Dick Maas : Le Politicien numéro 1[3]
- 2011 : De president (nl)
- 2012 : De verbouwing : Bankier
- 2013 : Chez nous : Peter-Jan
- 2015 : Clean Hands (en) de Tjebbo Penning[4]
- 2016 : Moos de Job Gosschalk : Chris[5]
- 2018 : Bankier van het verzet

### Téléfilms
- 1998 : Baantjer
- 2004 : Rozengeur & Wodka Lime (nl) : Otto Lauterbach (3 episodes)
- 2004 : Dunya & Desie (nl) : Famille de Dunya
- 2005-2006 : Lieve Lust (nl): Joep
- 2007-2008 : Julia's Tango (nl) : Pieter van der Meulen
- 2007-2008 : The Phone (nl) : Le présentateur
- 2009-2011 : Verborgen Gebreken (nl) : Joep
- 2011 : Hart tegen Hard (nl) : Herman
- 2013 : Overspel (nl) : Martin Royackers
- 2013-2015 : Danni Lowinski (nl) : Olivier Smits
- 2015 : Missie aarde : Florian
- Depuis 2015 : Familie Kruys (nl) : Morten Wijdeveld
- 2016 : Weemoedt (nl) : Yves

## Vie privée
Depuis 2005, il est l'époux de l'actrice Nienke Römer. Il est le beau-frère de l'acteur Thijs Römer.